# Ginette Pellerin
 (avril 2025).
 (avril 2025).
Motif : Sources secondaires insuffisantes
- Archive Wikiwix
- Bing
- Cairn
- DuckDuckGo
- E. Universalis
- Gallica
- Google
- G. Books
- G. News
- G. Scholar
- Persée
- Qwant
- (zh) Baidu
- (ru) Yandex
- (wd) trouver des œuvres sur Wikidata

| 1. | Préciser le motif de la pose du bandeau. | Précisez le motif de la pose du bandeau en utilisant la syntaxe suivante : {{admissibilité à vérifier\|date=août 2025\|motif=remplacez ce texte par le motif}}                        |
| 2. | Informer les utilisateurs concernés.     | Pensez à avertir le créateur de l'article, par exemple, en insérant le code ci-dessous sur sa page de discussion : {{subst:avertissement admissibilité à vérifier\|Ginette Pellerin}} |

 (avril 2025).
Ginette Pellerin est une réalisatrice et écrivaine acadienne. Elle est engagée dans la culture acadienne et les arts au Nouveau-Brunswick

## Biographie
Ginette Pellerin est née à Yamachiche, au Québec, mais a déménagé à Moncton, dans les années 1970. Elle vit maintenant à Cocagne Bay, au Nouveau-Brunswick. Ginette Pellerin a étudié à l'Université de Moncton et travaille depuis dans le secteur des médias. Ginette Pellerin a commencé sa carrière dans le cinéma, la télévision et la production vidéo en 1981. Elle a s'est lancée dans l'écriture de littérature jeunesse axée sur une bouée nommée Flo qui habite à Cocagne Bay et part à l'aventure.

## Cinéma
Elle est surtout connue pour son film Évangéline en quête, mais tous ses films ont tendance à mettre en lumière l'histoire, les événements et les personnages acadiens. Ginette Pellerin a su mettre à profit sa carrière cinématographique pour sensibiliser le public à des aspects de la culture acadienne souvent négligés. En 1988, Ginette Pellerin, Cécile Chevrier, Herménégilde Chiasson et Marc Paulin, ont fondé une société de production cinématographique indépendante, Les Productions Phare-Est. Cependant, en 2007, Ginette Pellerin et Pauline Bourque fondent une nouvelle société de production nommée Améri Ka Productions et parviennent à produire plusieurs documentaires tels qu'Antonine Maillet – Les possibles sont infinis, On a bâti une cathédrale et Herménégilde Chiasson – de ruptures en contraintes. Cette société a également permis à Ginette Pellerin de mettre la main surtout premier court-métrage de fiction intitulée, Le cowboy et les sauvages. Dans sa carrière médiatique, elle a également pu réaliser trois films avec l'ONF, dont : L'âme soeur (1991) et Évangéline en quête (1996).

## Littérature
La carrière d'écrivaine de Ginette Pellerin est, quant à elle, plus récente que celle dans la production médiatique. Ginette a commencé à écrire des livres pour enfants au début des années 2000, publiant le premier tome de sa série sur Flo, une bouée de la baie de Cocagne, au Nouveau-Brunswick. La série comprend quatre livres qui suivent les aventures de Flo.

## Causes
Ginette Pellerin a également siégé au Conseil des arts du Nouveau-Brunswick de 1996 à 1997. Le Conseil des arts Nouveau-Brunswick a pour mission principale de favoriser et de promouvoir la création artistique sous toutes formes dans la province et de défendre les intérêts de sa communauté artistique. Elle a également participé à d'autres projets de défense des intérêts, comme le projet au bassin Versant de Cocagne, qui soulignait l'importance de protéger l'environnement de la communauté rurale et de rendre cette information accessible aux habitants dans le contexte des efforts connus d'intégration de la baie de Cocagne. Le projet au bassin Versant de Cocagne veut préserver la qualité du milieu et une biodiversité riche. Ginette Pellerin est non seulement passionnée par la défense des arts et de l'environnement, mais aussi pour la culture acadienne. Ginette Pellerin a consacré beaucoup de temps à mettre en valeur divers éléments de la culture acadienne, comme le mythe d'Évangéline, un récit essentiel de la culture acadienne. Ginette a même participé à l'organisation d'une expédition artistique pour le 150e anniversaire de la publication du poème.

## Liste des films

### Réalisation
- L'âme sœur (1990) (Produit par G. Belanger, P. Duceppe, M. Lemieux, et G. Maguire)
- Un jardin sous la mer (1992) (Produit par ONF)
- Se donner des elles (1993) (Produit par ONF)
- L'Acadie retrouvée (1994) (Produit par Ginette Pellerin, Herménégilde Chiasson, et Renée Blanchar)
- Évangéline en quête (1995) (Produit par ONF)
- Mathilda, la passionnaria acadienne (1997) (Produit par ONF)
- Durelle (2003) (Produit par ONF et Les Productions Phare-Est)
- Antonine Maillet – Les possibles sont infinis (2009) (Produit par ONF et Améri Ka Productions)
- Le cowboy et les sauvages (2013) (Produit par Améri Ka Productions et Ginette Pellerin)
- On a bâti une cathédrale (2015) (Produit par Améri Ka Productions et Ginette Pellerin)
- Herménéglide Chiasson – de ruptures en contraintes (2016) (Produit par Améri Ka Productions et Ginette Pellerin)

## Liste des livres pour enfants
- Flo prend son envol (2006)
- Flo sauvée par les tétines de souris (2007)
- Flo et les borlicocos (2008)
- Flo remonte la rivière (2013)